# RS-67333
RS-67,333 je psihoaktivni lek i istraživačka hemikalija koja se ispituje kao potencijalni brzo delujući antidepresiv, nootropik, i tretman za Alchajmerovu bolest. On ima parcijalni agonist visokog afiniteta za 5-4 receptor, kao i ligand za sigma receptor sa preferencijom za σ1 tip.